# Miecislao III di Polonia
Miecislao III il Vecchio (in polacco: Mieszko III Stary) (1121 – 13 marzo 1202) è stato duca della Grande Polonia (1138-1202) e anche granduca di tutta la Polonia (1173-1202), con alcune interruzioni, appartenendo alla dinastia Piast.
Dal 1138 al 1202 fu duca della Grande Polonia. Dal 1173 al 1177, nel 1190, dal 1198 al 1199 e infine nel 1202, fu duca di Cracovia e granduca di Polonia.

## Biografia
Era figlio di Boleslao III, duca di Polonia, e di Salomea di Berg, terzo figlio di Boleslao e secondo figlio della coppia ducale. Nel suo testamento Boleslao III divise la Polonia in 4-5 province da assegnare ai suoi figli più la provincia di Cracovia (la cosiddetta Dzielnica senioralna, "provincia del seniore") destinata al figlio maggiore, che riceveva anche il titolo di granduca di tutta la Polonia. Una di queste province, la Grande Polonia fu assegnata a Miecislao, figlio terzogenito di Boleslao, da suddividere poi nel futuro tra i suoi discendenti e successori.

### Conflitti con Ladislao II e Boleslao IV
Nel 1144 Salomea di Berg morì e Ladislao II, legittimo granduca, si prese i territori di Łęczyca appartenuti alla matrigna. Miecislao e i fratelli, aiutati da Piotr Włostowic, importante voivoda all'epoca, decisero di dare il via a una rivolta, che però non andò a buon fine. Nel 1146 Włostowic venne catturato ed esiliato dal granduca, cosa che fece ridurre enormemente i suoi sostenitori e lo portò alla sconfitta. Boleslao IV, il secondogenito, prese il suo posto come granduca di Polonia.
Miecislao ebbe modo di ribellarsi anche durante il regno di Boleslao, in due occasioni distinte: la prima in favore del fratello minore Casimiro II, che si era visto negare alcuni territori di suo diritto; la seconda per aiutare il pronipote Iaroslao (figlio di Boleslao I l'Alto, figlio a sua volta di Ladislao II), che essendo stato costretto a diventare sacerdote non poteva ereditare il ducato di Slesia.

### Granducato e esilio
Nel 1173, alla morte del fratello, Miecislao fu innalzato al trono di Cracovia e divenne granduca di Polonia (dux maximus, dux totius Poloniae). Durante il suo governo cercò di tenere tutto il potere per sé, essendo il più anziano figlio di Boleslao III ancora in vita. Aumentò le tasse, cosa che indispose i nobili locali.
Nel 1177 il suo primogenito Odon I, che era stato costretto a prendere i voti, si ribellò al padre che lo voleva escludere dalla linea di successione. Venne supportato da molti parenti, cosa che colse di sorpresa Miecislao, certo della loro lealtà, il quale scelse dunque di fuggire all'estero in cerca di sostegno. Gli succedette come granduca di Polonia il fratello Casimiro e come duca della Grande Polonia il figlio Odon I.

### Recupero del potere
Nel 1179 Miecislao chiese l'aiuto di Federico il Barbarossa che però avrebbe accettato solo dopo il pagamento di un'ingente somma. Un altro rifiuto era giunto precedentemente dalla Boemia. Riuscì alla fine a trovare degli alleati in Pomerania. Grazie a loro nel 1181 fu in grado di riconquistare i territori più orientali della Grande Polonia, compresi Gniezno e Kalisz, precedentemente facenti parte della regione di Cracovia. In breve riuscì a riprendersi il resto della Grande Polonia, per poi riappacificarsi nel 1182 con il figlio Odon I. Nel 1184 cercò di allearsi nuovamente con il Barbarossa, ma venne battuto sul tempo dal fratello Casimiro. Miecislao allora puntò gli occhi sul ducato di Masovia; in breve riuscì a convincere Lezsek, unico figlio superstite di Boleslao IV, a lasciargli il ducato in eredità se fosse morto senza successori. Tuttavia prima di morire Lezsek cambiò ancora una volta il testamento per rendere lo zio Casimiro suo erede. Quando morì nel 1186 però Miecislao riuscì comunque a prendersi la regione della Cuiavia per affidarla a suo figlio Ladislao.
Nel 1191 Miecislao approfittò di un momento di difficoltà del fratello per insediarsi al trono, ma fu presto deposto per ristabilire la situazione originaria. Riprovò nel 1194 alla morte di Casimiro II, ma con scarso successo. Fu nel 1198 che finalmente riuscì a prendere il posto di Leszek, il primogenito del fratello, ritornando ad essere granduca fino alla sua morte, avvenuta nel 1202.

## Matrimoni ed eredi
Mieszko si sposò due volte. Nel 1140 sposò Elisabetta d'Ungheria, figlia di Béla II d'Ungheria. Nel 1154 sposò Eudoksia di Kiev, figlia di Izjaslav II, granduca di Kiev.
Figli:
- Odon I
- Boleslao di Cuiavia
- Mieszko di Kalisz
- Ladislao III Laskonogi
- Ludmilla, sposa il duca Federico II di Lorena.

## Ascendenza
|                            |                         |                          | Genitori                   |  |  | Nonni |  |  | Bisnonni              |  |  | Trisnonni               |  |
|                            |                         |                          |                            |  |  |       |  |  | Casimiro I di Polonia |  |  | Miecislao II di Polonia |  |
|                            |                         |                          |                            |  |  |       |  |  | Casimiro I di Polonia |  |  | Miecislao II di Polonia |  |
|                            |                         | Richeza di Lotaringia    |                            |  |  |       |  |  | Casimiro I di Polonia |  |  |                         |  |
| Ladislao Herman di Polonia |                         |                          |                            |  |  |       |  |  | Casimiro I di Polonia |  |  |                         |  |
|                            |                         | Maria Dobroniega di Kiev | Vladimir I di Kiev         |  |  |       |  |  |                       |  |  |                         |  |
|                            |                         | Maria Dobroniega di Kiev | Vladimir I di Kiev         |  |  |       |  |  |                       |  |  |                         |  |
|                            |                         | Maria Dobroniega di Kiev | …                          |  |  |       |  |  |                       |  |  |                         |  |
| Boleslao III di Polonia    |                         | Maria Dobroniega di Kiev |                            |  |  |       |  |  |                       |  |  |                         |  |
|                            |                         | Vratislao II di Boemia   | Bretislao I di Boemia      |  |  |       |  |  |                       |  |  |                         |  |
|                            |                         | Vratislao II di Boemia   | Bretislao I di Boemia      |  |  |       |  |  |                       |  |  |                         |  |
|                            |                         | Vratislao II di Boemia   | Giuditta di Schweinfurt    |  |  |       |  |  |                       |  |  |                         |  |
| Giuditta di Boemia         |                         | Vratislao II di Boemia   |                            |  |  |       |  |  |                       |  |  |                         |  |
|                            |                         | Adelaide d'Ungheria      | Andrea I d'Ungheria        |  |  |       |  |  |                       |  |  |                         |  |
|                            |                         | Adelaide d'Ungheria      | Andrea I d'Ungheria        |  |  |       |  |  |                       |  |  |                         |  |
|                            |                         | Adelaide d'Ungheria      | Anastasia di Kiev          |  |  |       |  |  |                       |  |  |                         |  |
| Miecislao III di Polonia   |                         | Adelaide d'Ungheria      |                            |  |  |       |  |  |                       |  |  |                         |  |
|                            | Poppone di Schelklingen | …                        |                            |  |  |       |  |  |                       |  |  |                         |  |
|                            | Poppone di Schelklingen | …                        |                            |  |  |       |  |  |                       |  |  |                         |  |
|                            | Poppone di Schelklingen | …                        |                            |  |  |       |  |  |                       |  |  |                         |  |
| Enrico I di Berg           | Poppone di Schelklingen |                          |                            |  |  |       |  |  |                       |  |  |                         |  |
|                            |                         | Sofia                    | …                          |  |  |       |  |  |                       |  |  |                         |  |
|                            |                         | Sofia                    | …                          |  |  |       |  |  |                       |  |  |                         |  |
|                            |                         | Sofia                    | …                          |  |  |       |  |  |                       |  |  |                         |  |
| Salomea di Berg            |                         | Sofia                    |                            |  |  |       |  |  |                       |  |  |                         |  |
|                            |                         | Diepoldo II di Vohburg   | Diepoldo I di Cham-Vohburg |  |  |       |  |  |                       |  |  |                         |  |
|                            |                         | Diepoldo II di Vohburg   | Diepoldo I di Cham-Vohburg |  |  |       |  |  |                       |  |  |                         |  |
|                            |                         | Diepoldo II di Vohburg   | …                          |  |  |       |  |  |                       |  |  |                         |  |
| Adelaide di Mochental      |                         | Diepoldo II di Vohburg   |                            |  |  |       |  |  |                       |  |  |                         |  |
|                            |                         | Liutgarda di Zähringen   | Bertoldo I di Zähringen    |  |  |       |  |  |                       |  |  |                         |  |
|                            |                         | Liutgarda di Zähringen   | Bertoldo I di Zähringen    |  |  |       |  |  |                       |  |  |                         |  |
|                            |                         | Liutgarda di Zähringen   | Richwara ?                 |  |  |       |  |  |                       |  |  |                         |  |
|                            |                         | Liutgarda di Zähringen   |                            |  |  |       |  |  |                       |  |  |                         |  |